# 新弗龍特拉
新弗龍特拉（西班牙語：Nueva Frontera），是洪都拉斯的城鎮，位於該國西北部，由聖巴巴拉省負責管轄，始建於1997年12月29日，面積155.25平方公里，海拔高度630米，2009年人口19,839，人口密度每平方公里127.79人。
15°018′N 88°040′W / 15.300°N 88.667°W